# Stanisław Krzyżanowski
Stanisław Henryk Krzyżanowski (29 octobre 1874 – 10 février 1917) est un médecin polonais.  Il est né à Tarczyn et mort à Otwock, en Pologne. D'autres dates pour sa naissance (1877) et sa mort (10 novembre 1917) sont données sur le site historique d'Otwock. 
Il fut l'un des premiers membres du Parti socialiste polonais (PSP).
Comme médecin, Stanisław Krzyżanowski a eu principalement comme patients des Juifs pauvres Lors d'une épidémie de typhus en 1917, il contracte cette maladie et meurt des complications.
Il était marié à Janina Karolina Grzybowska, et a eu pour fille Irena Sendler.